# 名山农场
名山农场是位于中华人民共和国黑龙江省鹤岗市萝北县的一个国有农场，隶属于黑龙江省农垦宝泉岭管理局。所辖区域列为萝北县的一个类似乡级单位。
名山农场前身为1968年6月组建的沈阳军区黑龙江生产建设兵团第二师十二团，1977年撤销生产建设兵团。改为黑龙江农垦总局系统国营农场，隶属宝泉岭管理局。全场总面积290.8平方公里，1997年底全场人口11389人。

## 行政区划
名山农场下辖以下单位：
名山场直社区、名山农场棒棰岭管理区、名山农场稻花香管理区和名山农场莲花泡管理区。